# Il Salto del pastore
Il Salto del pastore (Le Saut du berger) è un racconto dello scrittore francese Guy de Maupassant, pubblicato per la prima volta nel 1882 sul quotidiano Gil Blas. L'autore utilizza qui, come già in altre delle sue novelle, lo pseudonimo di Maufrigneuse. Verrà pubblicato in volume solo nella raccolta postuma del 1899 intitolata Padre Milon.
Parte della storia è stata integrata poco dopo anche nella trama del primo romanzo di Maupassant intitolato Una vita e apparso nel 1883.

## Trama
Il narratore sta trascorrendo l'estate sulle coste della Normandia; è ospitato in un villaggio che si trova quasi esattamente nella cavità di una rupe, tra Dieppe e Le Havre: il luogo viene chiamato Il Salto del pastore. L'uomo viene a sapere che in un non lontano passato il paese era dominato da un prete fanatico e violento; tanto inflessibile con se stesso, quanto intollerante col 'suo gregge', odiava sopra ogni altra cosa tutto ciò che aveva a che fare con l'amore fisico: famosi erano i suoi sermoni contro i peccati della carne, in cui scagliava terribili minacce di condanna eterna a tutti quelli che se ne lasciavano sopraffare.
La sua pazzia moralistica era talmente ossessiva che era giunto al punto d'ammazzare a calci una cagna in calore in cui era incappato per la strada.
Una notte di tempesta, non essendo più in grado di tornare a casa a causa della furia degli elementi, si trovò costretto a rifugiarsi in una piccola capanna di legno su ruote, che solitamente serviva da rifugio per i pastori. Quale non fu il suo orrore quando, appena entrato, vide una coppia di giovani amanti strettamente avvinghiati. Stravolto esce allora di corsa e toglie la molla che assicurava la capanna, facendola così precipitare giù dal dirupo. I poveri amanti finirono così per morire schiacciati sul fondo.
La domenica seguente al fatto, mentre s'appresta tranquillamente ad andar a dir messa, il prete venne però arrestato dalla polizia sul sagrato della chiesa: era stato denunciato da qualcuno che aveva assistito di nascosto alla scena. Il prete fanatico venne condannato ai lavori forzati.